# Agrisius strigibasis
Agrisius strigibasis är en fjärilsart som beskrevs av De Joannis 1930. Agrisius strigibasis ingår i släktet Agrisius och familjen björnspinnare. Inga underarter finns listade i Catalogue of Life.